# Nightjet

Logotipo da Nightjet da ÖBB

Nightjet (estilizado como nightjet) é uma marca outorgada pela companhia ferroviária austriaca ÖBB a seus serviços de comboios de passageiros nocturnos.
Lançou-se em dezembro de 2016, substituindo alguns serviços de City Night Line após que a Deutsche Bahn anunciasse que deixaria de operar os serviços de comboios nocturnos,  uma mudança que DB pôs em vigência o 11 de dezembro de 2016.
Nightjet opera em Áustria, Espanha, Bélgica, França, Alemanha, Itália, Holanda, Polónia, Portugal e Suíça . Há serviços proporcionados por outras companhias de comboios a Croácia, Hungria, Polónia, República Checa, Eslováquia e Eslovénia que operam baixo a etiqueta Nightjet Partner .
Os comboios da Nightjet oferecem camas em vagões dormitório (a categoria de serviço mais cómoda de Nightjet ), vagões com liteiras e vagões com assentos. Em determinadas conexões, os carros também se podem transportar no comboio. As bicicletas podem-se transportar numa carteira de transporte de bicicletas ou, em algumas conexões, também em portabicicletas especiais.
ÖBB tem declarado que o número de passageiros está a crescer,  e planea comprar novos vagões e modernizar os existentes.
Em 2017, os serviços da NightJet transportaram 1,4 milhões de passageiros. Em 2018, o número tinha aumentado a 1,6 milhões. O serviço está a ser operado com mais de 42 carros cama de várias idades herdados de DB. A partir de 2020, a frota de Nightjet consta de 160 veículos. Isto ampliar-se-á a 231 veículos com um pedido de 33 novos comboios de sete carros da Siemens a partir do verão de 2023, atrasado desde 2022 devido a problemas na corrente de fornecimento e a pandemia de coronavirus.

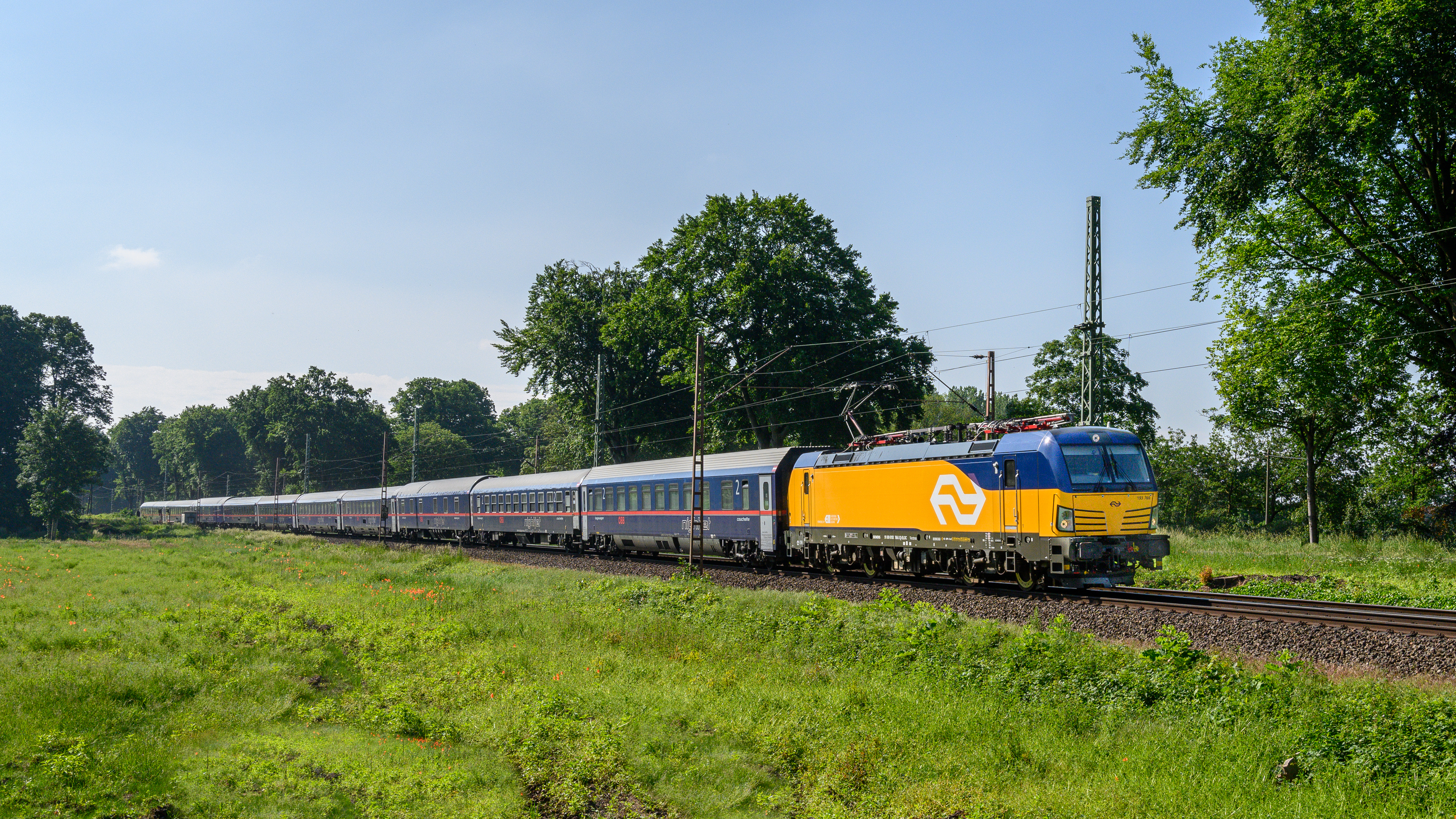
Nightjet 420: de Áustria a Amsterdam Centraal

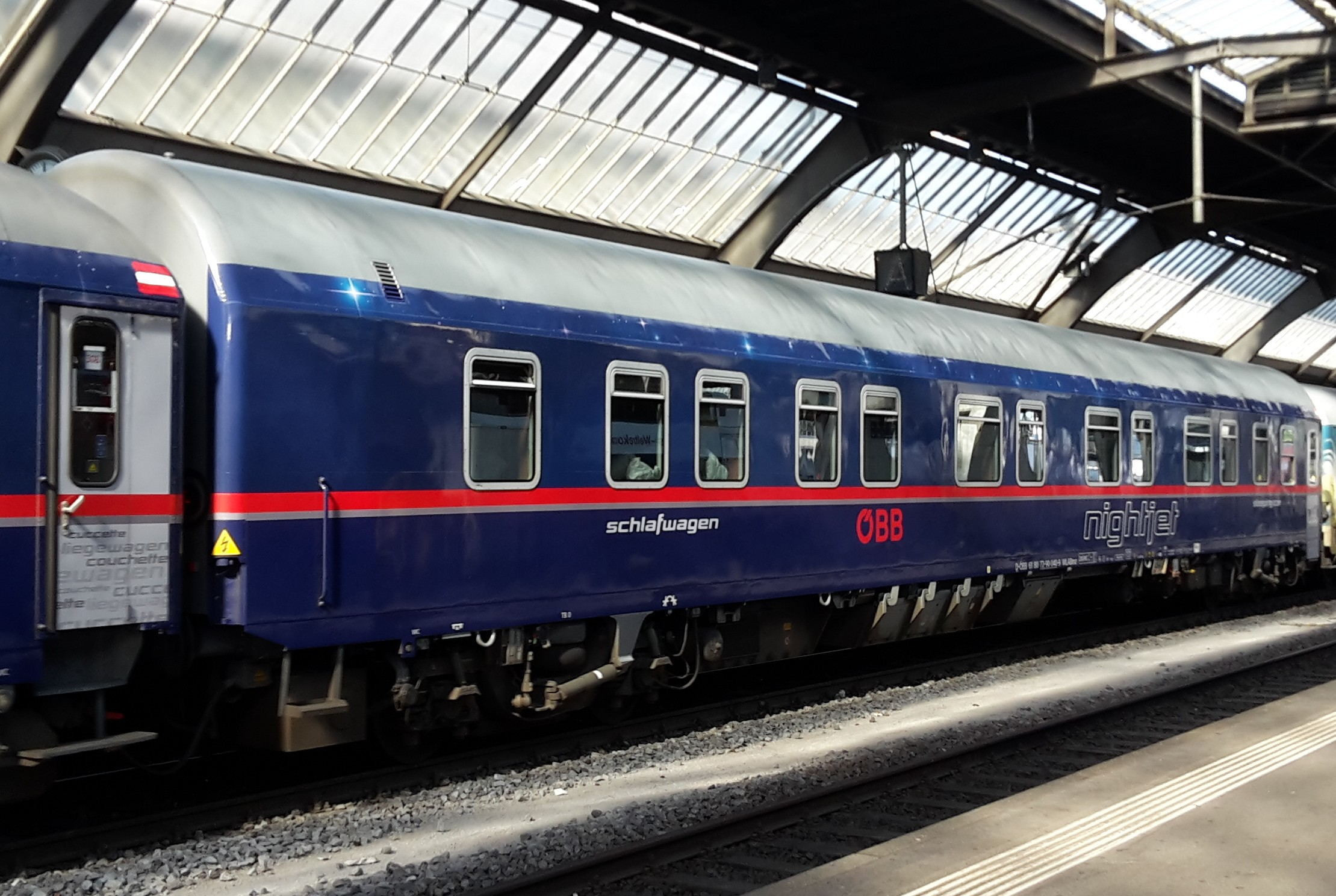
Carro cama Nightjet em Zürich Hauptbahnhof

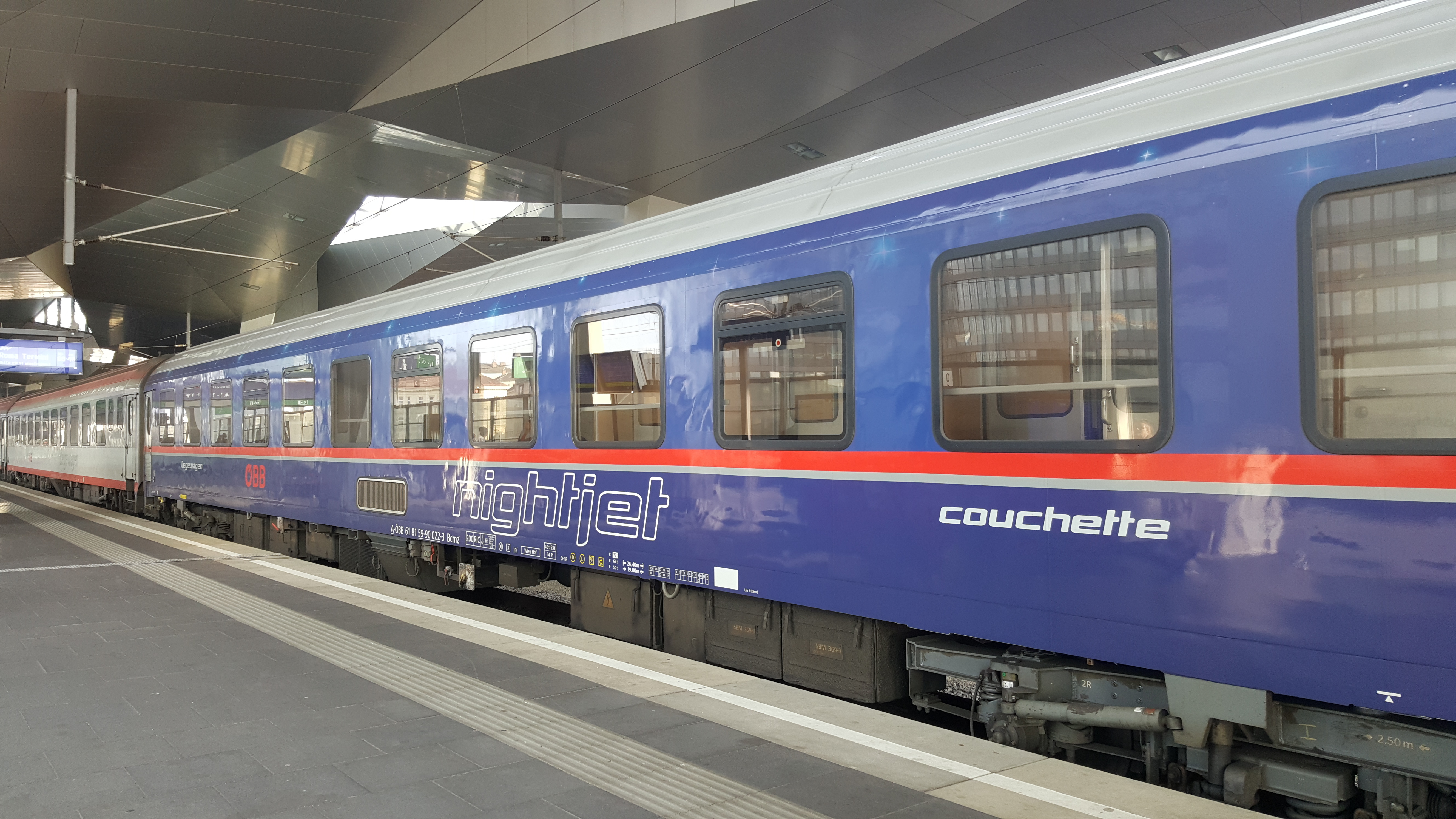
Liteira Nightjet em Wien Hauptbahnhof

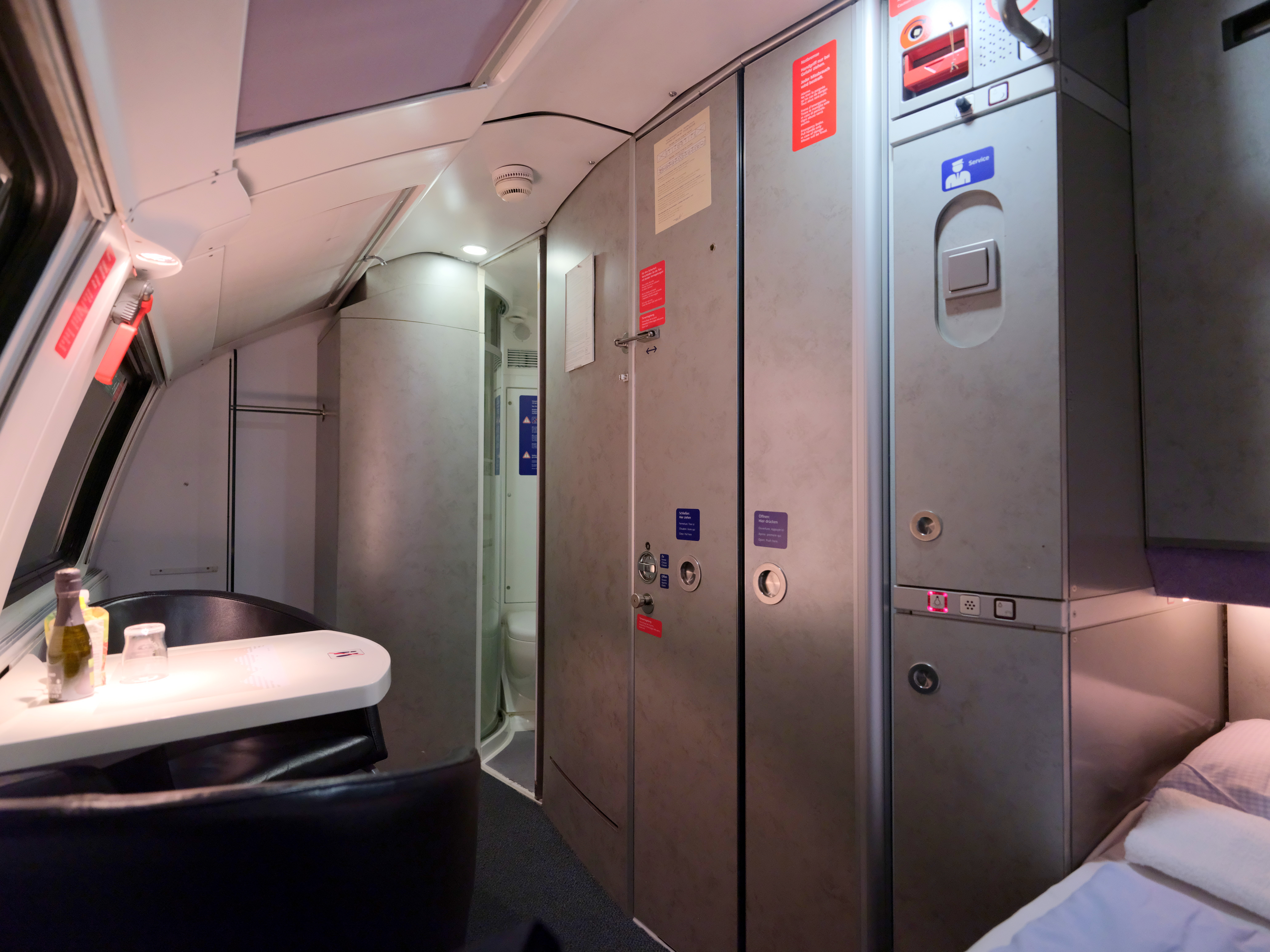
Compartimento individual/duplo com ducha e banho

| Número de comboio | Operador                | Através de                                                             |
| ----------------- | ----------------------- | ---------------------------------------------------------------------- |
| NJ 446/447        | ÖBB                     | Viena - Linz - Innsbruck - Feldkirch - Bregenz                         |
| NJ 464/465        | ÖBB                     | Graz - Leoben - Innsbruck - Feldkirch - Zurique                        |
| NJ 466/467        | ÖBB                     | Viena - Linz - Salzburgo - Innsbruck - Zurique                         |
| NJ 468/469        | ÖBB                     | Viena - Linz - Salzburgo - Munique - Karlsruhe - Estrasburgo - Paris   |
| EN 40414/40465    | HŽ (Sócio de Nightjet)  | Zagreb – Liubliana – Villach – Feldkirch – Zurique                     |
| NJ 401/40470      | ÖBB                     | Hamburgo - Frankfurt - Friburgo - Basilea - Zurique                    |
| NJ 471/470        | ÖBB                     | Berlim - Frankfurt - Friburgo - Basilea - Zurique                      |
| NJ 456/457        | ÖBB                     | Graz - Viena - Wroclaw - Frankfurt do Óder - Berlim                    |
| NJ 490/491        | ÖBB                     | Viena - Linz - Nuremberg - Hannover - Hamburgo                         |
| NJ 40490/40421    | ÖBB                     | Viena - Linz - Nuremberg - Frankfurt - Colónia - Düsseldorf - Amsterdã |
| NJ 420/421        | ÖBB                     | Innsbruck - Munique - Frankfurt - Colónia - Düsseldorf - Ámsterdam     |
| NJ 50490/425      | ÖBB                     | Viena - Linz – Nuremberg – Colónia – Bruxelas                          |
| NJ 40420/40491    | ÖBB                     | Innsbruck - Munique - Nuremberg - Hannover - Hamburgo                  |
| EN 462/463        | MÁV (Sócio de Nightjet) | Budapeste – Viena – Linz – Salzburgo - Munique                         |
| EN 40476/40457    | MÁV (Sócio de Nightjet) | Budapeste - Bratislava - Berlim                                        |
| NJ 40233/40294    | ÖBB                     | Viena - Villach - Bolonha - Florencia - Roma                           |
| NJ 233/235        | ÖBB                     | Viena - Villach - Verona - Milão                                       |
| NJ 40466/236      | ÖBB                     | Viena - Linz - Salzburgo - Villach - Udine - Veneza                    |
| NJ 1237/1234      | ÖBB                     | Viena - Villach - Bolonha - Florencia - Calca - Livorno                |
| EM 1253/1252      | ZSSK                    | Bratislava - Viena - Graz - Zagreb - Split                             |
| NJ 295/294        | ÖBB                     | Munique - Salzburgo - Villach - Bolonha - Florencia - Roma             |
| NJ 40295/40235    | ÖBB                     | Munique - Salzburgo - Villach - Verona - Milão                         |
| NJ 40463/40236    | ÖBB                     | Munique - Salzburgo - Villach - Udine - Veneza                         |
| EN 50463/498      | HŽ (Sócio de Nightjet)  | Munique – Liubliana – Zagreb                                           |
| EN 60463/480      | HŽ (Sócio de Nightjet)  | Munique – Opatija – Rijeka                                             |
| EN 40456/407      | PKP (Sócio de Nightjet) | Viena – Cracovia – Varsovia                                            |
| EN 50467/50466    | ČD (Sócio de Nightjet)  | Zurique – Feldkirch – Linz - České Budějovice - Praga                  |